# Presidentvalet i USA 1984

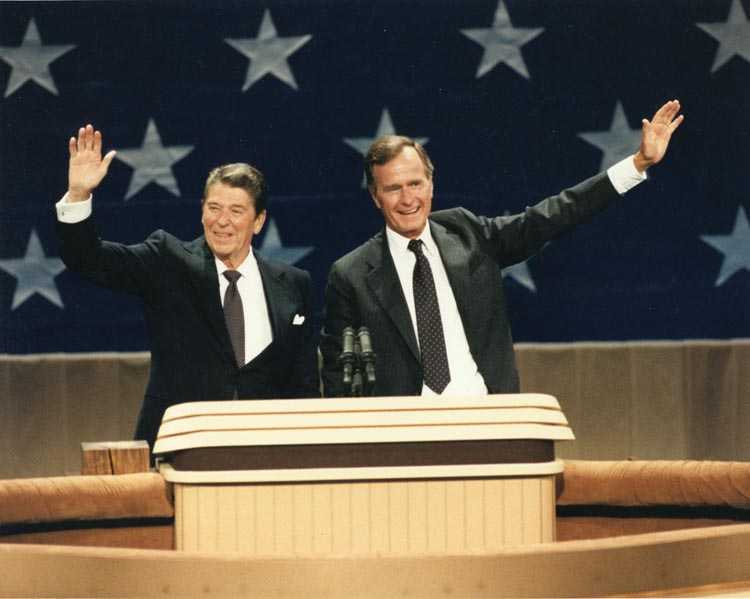
President Reagan och vicepresident Bush

Presidentvalet i USA 1984 hölls den 6 november 1984 över hela USA. Valet stod mellan den sittande republikanske presidenten Ronald Reagan från Kalifornien och den demokratiske tidigare vicepresidenten Walter Mondale från Minnesota. Valet innebar att Reagan omvaldes.

## Demokraternas nominering
- Reubin O'Donovan Askew, tidigare guvernör från Florida
- Alan Cranston, senator från Kalifornien
- John Glenn, senator från Ohio
- Gary Hart, senator från Colorado
- Ernest Hollings, senator från South Carolina
- Jesse Jackson, pastor från Illinois
- George McGovern, tidigare senator från South Dakota samt 1972 års presidentkandidat.
- Walter Mondale, tidigare vicepresident från Minnesota samt 1976 och 1980 års medkandidat.

Demokraternas konvent
- Walter Mondale 2191 röster
- Gary Hart 1200 röster
- Jesse Jackson 485 röster
- Thomas Eagleton (senator från Missouri samt 1972 års medkandidat) 18 röster
- George McGovern 4 röster
- John Glenn 2 röster
- Joe Biden (senator från Delaware) 1 röst
- Lane Kirkland (direktör för AFL-CIO från South Carolina) 1 röst

Mondale valde kongressledamot Geraldine Ferraro från New York som medkandidat. Hon blev därmed den första - och fram till 2008 enda - kvinnliga kandidaten för ett större parti.

## Republikanernas nominering
Reagan omvaldes utan motstånd med 2,233 röster.
För första och enda gången någonsin valdes medkandidaten simultant med presidentkandidaten:
- George H.W. Bush, vicepresident från Texas, 2,231 röster
- Jeane Kirkpatrick, ambassadör för FN från Oklahoma, 1 röst
- Jack Kemp, kongressledamot från Kalifornien 1 röst

## Resultat
Reagan vann samtliga delstater förutom Mondales hemstat Minnesota och District of Columbia. Dessa två segrar gav Mondale 13 elektorsröster, att jämföra med Reagans 525.
| Kandidat                 | Medkandidat                | Röster     | %      | Elektorsröster |
| ------------------------ | -------------------------- | ---------- | ------ | -------------- |
| Ronald Wilson Reagan     | George Herbert Walker Bush | 54 455 472 | 58,8 % | 525            |
| Walter Frederick Mondale | Geraldine Anne Ferraro     | 37 577 352 | 40,6 % | 13             |
| Totalt                   |                            | 92 653 233 | 100 %  | 538            |